# Lagrioida nortoni
Lagrioida nortoni là một loài bọ cánh cứng trong họ Anthicidae. Loài này được Costa, Vanin & Ide miêu tả khoa học năm 1995.